# Nacho Moreno
José Ignacio Moreno Cuñat, más conocido como Nacho Moreno (Vitoria, Álava, 1957-Puerto de Santa María, Cádiz, 16 de agosto de 2021) fue un guionista de cómics, viñetista político, escritor, editor, cocinero y restaurador español. Fue el creador del personaje de Goomer, junto con el dibujante Ricardo Martínez Ortega, Mot con Azpiri, Memorias de Gus con Raúl Arias. Y posteriormente también creó el alter ego de Falsarius Chef, de gran éxito.

## Biografía
Nacido en la capital alavesa, durante su juventud se trasladó a Madrid donde se matriculó durante un año en la facultad de Derecho, para posteriormente matricularse en Sociología. Tras realizar alguna incursión como autor de teatro, en el mundo radiofónico y escribir una novela negra con la que ganó el segundo premio, descubrió su vocación como guionista de cómics. Con su amigo de infancia Ricardo, creó a Goomer en la década de los setenta, que inicialmente apareció de forma ocasional en las páginas de Mundo Obrero. Posteriormente aparcó a Goomer para dedicarse a viñetas con mayor contenido social.
En 1988 Moreno y Martínez rescataron a Goomer, incluyéndolo en una tira cómica para El Pequeño País, el suplemento infantil del diario español El País. El personaje, que tuvo gran expectación, pasó a publicarse en el suplemento dominical del diario El Mundo y en la revista satírica El Jueves.
Entre 1990 y 2002, Ricardo y Nacho fueron viñetistas políticos de El Mundo. En 2002 Moreno decidió trasladarse al Puerto de Santa María (Cádiz). Allí creó junto con su mujer, Paloma Puya, una editorial: la Compañía Oriental de la Tinta, y desarrolló su perfil culinario como Falsarius Chef, un personaje tan golfo como Goomer, al que incluyó en su blog Cocina impostora (2007), en televisión, radio y prensa. Su objetivo era hacer buenas recetas rápidas, baratas, divertidas y fáciles a base de conservas mezcladas con productos frescos, para quien no supiera cocinar, no tuviera tiempo, o quisiera divertirse cocinando.
Escribió ocho libros de cocina, tanto con su editorial como con Plaza&Janés, los libros de serie negra "Tú eres el más grande" y "Fabada Mortal", así como el histórico bélico "1939 Sangre Roja". Y durante tres años gestionó su propio restaurante.
Nacho falleció el 16 de agosto en el Puerto de Santa María, a los 64 años, víctima de una fulminante enfermedad, diagnosticada unas pocas semanas antes.